# Jörg Münzner
Jörg Münzner (ur. 14 lipca 1960 w Hamburgu) – austriacki jeździec sportowy. Srebrny medalista olimpijski z Barcelony.
Specjalizował się w skokach przez przeszkody. Igrzyska w 1992 były jego jedynymi igrzyskami olimpijskimi. Po srebro sięgnął w drużynie. Wspólnie z nim tworzyli ją Boris Boor, Thomas Frühmann oraz Hugo Simon. Startował wówczas na koniu Graf Grande. 